# جائزة بلنسية الكبرى للدراجات النارية 2008
جائزة بلنسية الكبرى للدراجات النارية 2008 هو سباق دراجات نارية أقيم بتاريخ 26 أكتوبر 2008 في حلبة ريكاردو تورمو. كان الجولة الثامنة عشر من أصل 18 في سباق الجائزة الكبرى للدراجات النارية موسم 2008. فاز كيسي ستونر بفئة الموتو جي بي بينما جاء داني بيدروسا في المركز الثاني وحصل على المركز الثالث فالنتينو روسي.

## وصلات خارجية
- الموقع الرسمي